# 안톤 쿠시니르
안톤 세르게예비치 쿠시니르(벨라루스어: Анто́н Сярге́евіч Кушні́р 안톤 샤르헤예비치 쿠슈니르, 러시아어: Анто́н Серге́евич Кушни́р, 1984년 6월 18일~)는 벨라루스의 프리스타일 스키 선수로 주 종목은 에어리얼이다. 2014년 동계 올림픽에서 남자 에어리얼 부문  금메달을 획득했다. 또한 세계 선수권 대회에서 동메달 1개를 획득했고 월드컵에서 종합 우승 1회를 달성했다.